# ネムリユスリカ
ネムリユスリカ（英名：Sleeping Chironomid、学名：Polypedilum vanderplanki）は、ハエ目（双翅目）・ユスリカ科に属する昆虫である。アフリカの半乾燥地帯に生息する。

## 特徴
ネムリユスリカの幼虫は、この地域に点在する岩盤のくぼみに出来た水たまりを生活の場としている。幼虫は、水たまりの底に蓄積されたデトリタス(detritus、有機堆積物)をつづって巣管を形成すると共に、餌としても利用している。降雨量の少ないこの地域では、水たまりは常に乾燥の危険にさらされており、これが干上がると巣管内の幼虫も完全に乾燥してしまう。このような時、他のユスリカなどは乾燥に耐え切れず死んでしまうが、ネムリユスリカの幼虫は次の降雨まで乾燥した状態で生存し続ける。そして次の雨が降ると、吸水し短時間のうちに蘇生する。
このような完全に乾いても死に至ることなく復活できる性質を、クリプトビオシス(cryptobiosis)といい、これこそがこの昆虫の最大の特徴である。一旦乾燥してクリプトビオシス状態になった幼虫は、再吸水しない限り“眠り”続ける。幼虫は、孵化直後を除けばどのステージでもクリプトビオシスに入る能力を有する。乾燥と蘇生は何回でも繰り返すことが可能である。それ以外のステージ（卵、蛹、成虫）では乾燥耐性を持たない。また、現在分かっている範囲ではこの性質を持つ昆虫類は、唯一ネムリユスリカだけである。
クリプトビオシス時には、ネムリユスリカ幼虫の乾燥重量の約20%がトレハロースで占められる。乾燥過程において幼虫体内で合成されたトレハロースは、適合溶質として水と置換され、細胞膜やタンパク質の構造を保持する役割を果たしている。またトレハロースは高濃度になるとガラス化しやすい性質を持ち、ネムリユスリカの体内でもガラス化することによって、生体成分の運動性を低下させてその変性を防止している。

## その他
2014年2月に、国際宇宙ステーションで日露共同のネムリユスリカの幼虫（乾燥した状態で運搬し、水を加えて観察）の蘇生実験が行われ、微小重力下でも幼虫は吸水後に活発に動き出し、2週間後には蛹と羽化した成虫を観察することに成功した。
成虫の期間は個体差はあるが1~3日である

## 利用
前述のクリプトビオシスの性質を利用し、ネムリユスリカの幼虫を常温乾燥状態で長期保存が可能かつ品質の低下が少ない養殖魚や観賞魚の活餌としての利用ができないかが研究されている。